# ナスイア・デルトケパリニコラ
ナスイア・デルトケパリニコラ（"Candidatus Nasuia deltocephalinicola"）は、ベータプロテオバクテリア綱に属す細菌の未記載・未培養種。
ツノゼミ上科の菌細胞塊に局在するオルガネラ様共生細菌である。PUNC株のゲノムサイズは112,031 bpと、葉緑体ゲノムを下回るレベルに縮小しており、2018年現在、解析されたものとしては最小のゲノムを持つ生物である。このサイズは、最大級のゲノムを持つ細菌Minicystis roseaの約1/140、最大級のゲノムを持つウイルスPandoravirus salinusの約1/23でしかない。タンパク質をコードする遺伝子は僅か137個しか残っておらず、ATP合成酵素なども喪失している。
GC含量が異常に低いことも特徴で、16.6%しかない。なお、近縁な"Candidatus Zinderia insecticola CARI"が全生物最小で、13.5%となっている。

## 概要
ツノゼミ上科の昆虫に共生する。これらの昆虫は10種類のアミノ酸を自力で合成できないが、食物とする植物体液にはアミノ酸がほとんど含まれないため、オルガネラ様共生細菌に必須アミノ酸の合成を依存している。ツノゼミ上科は、体の両体部にこれらの細菌を格納する1対の菌塊を持つ。これを菌細胞塊と呼ぶ。
ツノゼミ上科を含む頸吻亜目には、他に"スルキア・ムエッレリ"（"Ca. Sulcia muelleri"）もオルガネラ様共生細菌として存在している。ツノゼミ上科昆虫が合成できないアミノ酸のうち、"Ca. N. deltocephalinicola"がヒスチジンとメチオニンを、その他8種を"Ca. Sulcia muelleri"が合成していると考えられている。このため共生細菌無しではツノゼミ上科昆虫は生存できず、"Ca. N. deltocephalinicola"及び"Ca. S. muelleri"も、ゲノムの大幅な縮小のためツノゼミ上科昆虫の体外では生存できないと考えられる。ただし、この共生は絶対的に安定というわけではなく、ツノゼミ上科のうちシャープシューターヨコバイではCa. N. deltocephalinicola"が失われ、別の細菌である"Ca. Baumannia cicadellinicola"に置換している。
同じ頸吻亜目に見られる、アワフキムシの共生細菌"Ca. Zinderia insecticola"、ウンカの共生細菌"Ca. Vidania fulgoroideae"と単系統の可能性が指摘されている。